# Palacios del Arzobispo
Palacios del Arzobispo – gmina w Hiszpanii, w prowincji Salamanka, w Kastylii i León, o powierzchni 27,73 km². W 2011 roku gmina liczyła 178 mieszkańców.